# North Stork
Der North Stork ist ein 433 m hoher Berggipfel im Südosten der Adelaide-Insel westlich der Antarktischen Halbinsel. Er ragt im Nordosten des Stork Ridge nahe der Rothera-Station auf.
Das UK Antarctic Place-Names Committee benannte ihn 2004.